# Lost Eden
Lost Eden (1995) är ett dataspel utvecklat av den föredetta franska studion Cryo och publicerat av Virigin Interactive. Spelet är ett äventyrsspel i kategorin point and click. Handlingen utspelar sig i en fantasivärld där dinosaurier och människor samexisterar.

## Handling
Prins Adam har vuxit upp i en isolerad tillvaro i citadellet Mo och hans mamma liksom syster dödades av tyrannen Moorkus Rex. Moorkus Rex har brutit freden mellan tyrannosaurusarmén och människorna. Utöver citadellet Mo, finns det inte längre någon trygg plats i världen från dennes armé. Adam försöker därför lära sig hemligheten bakom citadellet Mo och hur det konstruerades för att kunna stoppa tyrannen.

## Karaktärer
- Prins Adam är spelets huvudkaraktär som ärver tronen efter sin far Kung Gregor av Mo. Spelet börjar på Adams födelsedag och samma dag som han blir myndig.
- Eloi är en pterodactyl och är spelets berättarröst. I handlingen fungerar han som Adams guide och rådgivare.
- Dina är en parasaurolophus som fungerar som en spirituell länk mellan de levande och döda. Spelet inleds med att hennes farfar/morfar Tau dör.
- Eve är en Joan d'Arc liknande karaktär som kämpar mot Moorkus Rex och som får en nära relation med Adam.
- Monk är citadellets vetenskapsman som fungerar som kungens rådgivare.
- Moorkus Rex är spelets antagonist som har vuxit i styrka till den grad att till och med citadellet Mo är hotat.
- Thugg är kapten över Mos vakter och har svårt att tala fullständiga meningar.
- Jabber är Mos bödel och fick tungan avklippt i unga år, varav han inte kan tala.[4]

## Musik
Soundtracket för spelet komponerades av Stéphane Picq och släpptes på CD 1997 av Shooting Star. CD:n innehöll även en intervju med kompositören. 
Albumet innehöll låtarna 1. Citadel of Knowledge 2. Thaa's Secret 3. The Quest 4. Lost Eden Theme 5. Amazonia 6. Brontosaurus 7. Aquasaurus 8. Castra's Harmonic Song 9. The Magnificents 10. Velociraptor Ride 11. Mother of Energy 12. Undead Soul 13. Elemental

## Skådespelare
- Eloi, Steve Adler (Splinter Cell, Empire Total War)[6]
- Dina, Gay Marshall (Alone in the Dark: The New Nightmares)
- Eve, Karen Strassman (Diablo IV, CSI Vegas, Resident Evil 2)
- Moorkus Rex & Thugg, Paul Bandey (Hitman, Napoleon Total War)
- Monk, Edward Marcus (Chris Colorado, Beyond Atlantis)

## Trivia
Den brittiske författaren James Follett skrev om dialogerna i spelet för att synka till munrörelserna.